# Jena Malone
Jena Malone (n. 21 noiembrie 1984) este o actriță și muziciană americană. Și-a făcut debutul în film în 1996 în Bastard Out of Carolina și de atunci a apărut în filme ca Ellen Foster (1997), Contact (1997), Stepmom (1998),  Donnie Darko (2001), Saved! (2004), Pride & Prejudice (2005), Into the Wild (2007), The Ruins (2008), Sucker Punch (2011) și The Hunger Games: Catching Fire (2013).

## Filmografie

### Film
| An   | Titlu                                 | Rol                                   | Note             |
| ---- | ------------------------------------- | ------------------------------------- | ---------------- |
| 1996 | Bastard Out of Carolina               | Ruth Anne 'Bone' Boatwright           |                  |
| 1997 | Contact                               | Young Ellie                           |                  |
| 1998 | Stepmom                               | Anna Harrison                         |                  |
| 1999 | The Book of Stars                     | Mary McGuire                          |                  |
| 1999 | For Love of the Game                  | Heather Aubrey                        |                  |
| 2000 | Cheaters                              | Jolie Fitch                           |                  |
| 2001 | Donnie Darko                          | Gretchen Ross                         |                  |
| 2001 | Life as a House                       | Alyssa Beck                           |                  |
| 2002 | The Dangerous Lives of Altar Boys     | Margie Flynn                          |                  |
| 2002 | The Badge                             | Ashley Hardwick                       |                  |
| 2002 | American Girl                         | Rena Grubb                            |                  |
| 2003 | The United States of Leland           | Becky Pollard                         |                  |
| 2003 | Cold Mountain                         | Ferry Girl                            |                  |
| 2004 | Saved!                                | Mary                                  |                  |
| 2004 | Howl's Moving Castle                  | Lettie                                | Voce             |
| 2004 | Corn                                  | Emily Rasmussen                       |                  |
| 2005 | The Ballad of Jack and Rose           | Red Berry                             |                  |
| 2005 | Pride & Prejudice                     | Lydia Bennet                          |                  |
| 2006 | Container                             | The Woman/Speaker                     | Voce             |
| 2006 | Lying                                 | Grace                                 |                  |
| 2007 | Four Last Songs                       | Frankie                               |                  |
| 2007 | The Go-Getter                         | Joely                                 |                  |
| 2007 | Into the Wild                         | Carine McCandless/Additional Narrator |                  |
| 2008 | The Ruins                             | Amy                                   |                  |
| 2009 | The Messenger                         | Kelly                                 |                  |
| 2009 | The Soloist                           | Cheery Lab Tech                       |                  |
| 2010 | Five Star Day                         | Sarah Reynolds                        |                  |
| 2010 | Rachel                                | Rachel                                | Film scurt       |
| 2011 | I Think Bad Thoughts                  | Jena                                  | Film scurt       |
| 2011 | Sucker Punch                          | Rocket                                |                  |
| 2011 | David Goldberg                        | Vida                                  | Film scurt       |
| 2012 | For Ellen                             | Susan                                 |                  |
| 2012 | In Our Nature                         | Andie                                 |                  |
| 2013 | Teenage                               | American Girl                         | Documentar; voce |
| 2013 | The Wait                              | Angela                                |                  |
| 2013 | The Hunger Games: Catching Fire       | Johanna Mason                         |                  |
| 2014 | 10 Cent Pistol                        | Danneel                               |                  |
| 2014 | The Hunger Games: Mockingjay – Part 1 | Johanna Mason                         | Cameo            |
| 2014 | Inherent Vice                         | Hope Harlingen                        |                  |
| 2014 | Angelica                              | Constance                             | Post-producție   |
| 2015 | The Hunger Games: Mockingjay – Part 2 | Johanna Mason                         | Post-producție   |
| 2016 | Batman v Superman: Dawn of Justice    | necunoscut încă                       | Filmare          |

### Televiziune
| An   | Titlu                        | Rol                               | Note                                                                   |
| ---- | ---------------------------- | --------------------------------- | ---------------------------------------------------------------------- |
| 1996 | Chicago Hope                 | Stacy Morissey                    | Episodul: "Sweet Surrender"                                            |
| 1996 | Hidden in America            | Willa                             | Film TV                                                                |
| 1997 | Hope                         | Lilly Kate Burns                  | Film TV                                                                |
| 1997 | Ellen Foster                 | Ellen Foster                      | Film TV                                                                |
| 1998 | Homicide: Life on the Street | Debbie Straub                     | Episodul: "Kellerman, P.I: Part 1" Episodul: "Kellerman, P.I.: Part 2" |
| 1999 | Touched by an Angel          | Casey                             | Episodul: "Hearts"                                                     |
| 2000 | Cheaters                     | Jolie Fitch                       | Film TV                                                                |
| 2001 | The Ballad of Lucy Whipple   | California Morning 'Lucy' Whipple | Film TV                                                                |
| 2003 | Hitler: The Rise of Evil     | Geli Raubal                       | Film TV                                                                |
| 2008 | Law & Order                  | Michelle Landon                   | Episodul: "Lost Boys"                                                  |
| 2011 | Robot Chicken                | Boy George/Singer                 | Voce; episodul: "Beastmaster and Commander"                            |
| 2012 | Hatfields & McCoys           | Nancy McCoy                       | Miniserial TV; 3 episoade                                              |
| 2012 | Dakota                       | Dakota                            | Rolul principal; 3 episoade                                            |

### Teatru
| An   | Titlu                    | Rol            | Note         |
| ---- | ------------------------ | -------------- | ------------ |
| 2006 | Doubt                    | Sister James   | Broadway     |
| 2009 | Mourning Becomes Electra | Lavinia Mannon | Off-Broadway |